# Juliette Binoche

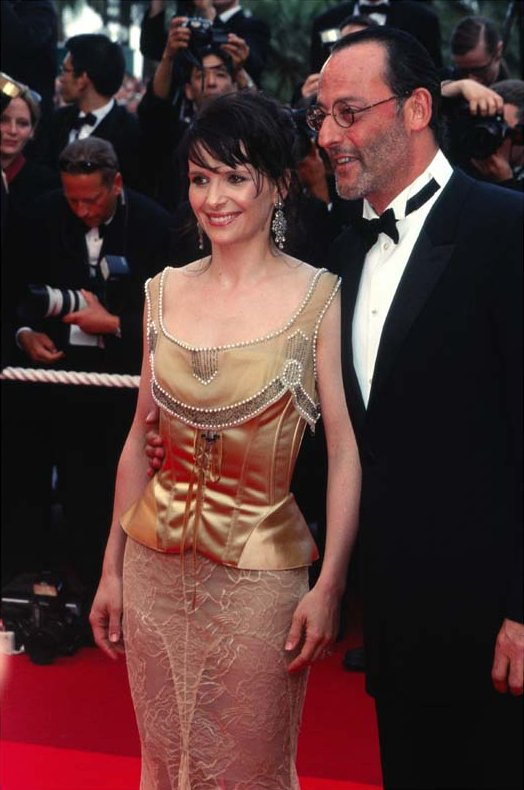
Juliette Binoche met Jean Reno

Juliette Binoche (Parijs, 9 maart 1964) is een Frans actrice. Zij won in 1997 een Academy Award voor haar bijrol in The English Patient. In 2001 werd ze opnieuw genomineerd, ditmaal voor haar hoofdrol in Chocolat. Binoche won daarnaast meer dan tien andere filmprijzen, waaronder een BAFTA Award, een Zilveren Beer, een César en meerdere European Film Awards.

## Biografie
Binoche is de dochter van Monique Stalens, een Franse lerares en actrice en Jean-Marie Binoche, een beeldhouwer/theaterregisseur. Juliettes moeder was een Poolse (geboren in 1939 te Częstochowa) die tijdens de Tweede Wereldoorlog vluchtte naar Frankrijk. Haar ouders scheidden toen ze twee jaar was. Ze volgde acteerlessen aan het Conservatoire National Supérieur d'Art Dramatique de Paris. De eerste jaren speelde ze slechts af en toe in film, maar gedurende de jaren tachtig groeide ze uit tot een ster in Frankrijk. Met Rendez-vous van André Téchiné uit 1985 brak ze door in eigen land. Ze werd onder andere genomineerd voor een César voor Beste actrice (de eerste van acht nominaties) en kreeg in dat jaar veel aandacht op het filmfestival van Cannes. Ze kreeg een relatie met Leos Carax, een destijds zeer populaire filmmaker die haar een grote rol gaf in de film Mauvais sang.
De actrice ontving in 1986 de Prix Romy Schneider en in 1988 kreeg ze internationale erkenning voor haar rol als de jonge, onschuldige Tereza in The Unbearable Lightness of Being naast Daniel Day-Lewis en Lena Olin. Dit was de eerste film waarin ze Engels spreekt, wat ze 'heel bevrijdend' vond. Hierna was ze onder andere te zien in Les Amants du Pont-Neuf van Carax (1991) (later dat jaar gingen de twee uit elkaar) en Damage van Louis Malle, tegenover Jeremy Irons (1992).
Ook speelde ze de hoofdrol in Trois couleurs: Bleu uit 1993, het eerste deel van de Trois couleurs-trilogie van Krzysztof Kieślowski. Bleu gaat over een jonge vrouw wier echtgenoot en kind zijn omgekomen in een auto-ongeval, haar verdriet en de langzame verwerking ervan. Zelf beschouwt Binoche dit als haar beste vertolking. Voor deze prestatie kreeg ze veel waardering. Ze werd genomineerd voor een Golden Globe en kreeg de César voor beste actrice. In de andere twee delen uit de trilogie is ze eveneens kort te zien.
Na deze film nam ze een acteerpauze voor het moederschap. Ze beviel in september 1993 van een zoon (met André Halle, een beroepsduiker). In 1995 keerde ze weer terug op het witte doek met de hoofdrol in Le Hussard sur le Toit, een van de duurste Franse films ooit. In 1996 speelde ze de rol van een verpleegster in de Tweede Wereldoorlog in The English Patient, van Anthony Minghella waarvoor ze de Oscar voor beste vrouwelijke bijrol won. De prijs kwam als een verrassing, aangezien de meeste mensen, waaronder Binoche zelf, dachten dat de prijs zou gaan naar Lauren Bacall, een gerespecteerd actrice die nog nooit een Oscar in ontvangst mocht nemen. Vanaf die tijd wordt ze internationaal gerespecteerd als een van de belangrijkste actrices van het moment en wordt zij in de Franse pers "La Binoche" genoemd.
In 2000 beviel ze van een dochter van de Franse acteur Benoît Magimel. In dat jaar was ze ook naast Johnny Depp te zien in de internationaal succesvolle film Chocolat, gebaseerd op de roman van Joanne Harris. Ze werd genomineerd voor een Oscar. Ook werkte ze dat jaar samen met regisseur Michael Haneke aan de film Code inconnu. De twee werkten weer samen aan Caché (2005). Behalve in films was Binoche ook te zien op het toneel. In 2001 werd ze genomineerd voor een Tony Award voor haar rol in het Broadwaystuk Betrayal van Harold Pinter. Het Filmfestival van Gent eerde haar in oktober 2002.
In 2004 speelde ze de rol van een Zuid-Afrikaanse dichteres in het drama In My Country, gebaseerd op het boek "Country of My Skull" van Antjie Krog. De film handelt over de Waarheids- en Verzoeningscommissies die in Zuid-Afrika georganiseerd werden na het einde van de Apartheid.
Binoche werkte in 2006 voor de tweede maal samen met de Britse regisseur en schrijver Anthony Minghella in de film Breaking and Entering. Haar rol als Amira, een zwijgzame Bosnische weduwe die met haar zoon Miro het geweld in Sarajevo, ontvlucht is, gaf dit sociale drama diepgang.
Ze steunde de kandidaat José Bové in de Franse presidentsverkiezingen van 2007, die door Nicolas Sarkozy werden gewonnen. Ze vertelde meermaals dat ze de administratie van Sarkozy niet goedkeurde en zei dat de president een  monarchale republiek creëerde.
In november 2007 poseerde ze voor de Franse editie van Playboy. Na het overlijden van Minghella op 18 maart 2008 schreef ze een emotionele tekst waarin ze haar vriendschap en waardering voor hem uitdrukte.
Vanaf september 2008 was ze te zien in een danstheaterstuk In-I in het National Theatre in Londen, samen met choreograaf Akram Khan. In maart 2009 vertelde ze aan de Australische krant The Age dat deze ervaring als danseres haar niet veranderd heeft als actrice, maar dat ze omdat ze dit theaterstuk mee geschreven heeft, zin heeft om filmregisseur te worden. Ze heeft echter nog geen concrete plannen in die richting.
In hetzelfde jaar speelde ze een rol in de film Certified Copy (Franse titel: Copie conforme) van de Iraanse regisseur Abbas Kiarostami, opgenomen in Toscane. Copie conforme nam deel aan een competitie op het filmfestival van Cannes in 2010. Binoche werd er voor haar rol in deze film geëerd als beste actrice.
Op 3 september 2020 werd ze samen met andere milieuactivisten door paus Franciscus ontvangen om met hem over ecologische vragen te praten.

## Filmografie
- La Passion de Dodin Bouffant (Le pot-au-feu) (2023)
- Paradise Highway (2022)
- Avec amour et acharnement (2022)
- Ouistreham (2021)
- La Bonne Épouse (2020)
- La Vérité (2019)
- Celle que vous croyez (2019)
- High Life (2018)
- Doubles Vies (2018)
- Un beau soleil intérieur (2017)
- Telle mère, telle fille (2017)
- Ghost in the Shell (2017)
- Polina, danser sa vie (2016)
- Ma loute (2016)
- L'attesa (2015)
- Nadie quiere la noche (2015)
- The 33 (2015)
- Clouds of Sils Maria (2014)
- Godzilla (2014)
- Words and Pictures (2013)
- A Thousand Times Good Night (2013)
- Camille Claudel 1915 (2013)
- Cosmopolis (2012)
- La Vie d'une autre (2012)
- À cœur ouvert (2012)
- Un flic pour cible (2011)
- Elles (2011)
- Copie conforme (2009)
- Shirin (2008)
- L'heure d'été (2008)
- Paris (2008)
- Dan in Real Life (2007)
- Disengagement (2007)
- Le voyage du ballon rouge (2007)
- Breaking and Entering (2006)
- Quelques jours en septembre (2006)
- Paris, je t'aime (2006)
- Mary (2005)
- Bee Season (2005)
- Caché (2005)
- Country of My Skull (2004)
- Décalage horaire (2002)
- Chocolat (2000)
- Code inconnu: Récit incomplet de divers voyages (2000)
- La Veuve de Saint-Pierre (2000)
- Les Enfants du siècle (1999)
- Alice et Martin (1998)
- The English Patient (1996)
- Un divan à New York (1996)
- Le hussard sur le toit (1995)
- Trois couleurs: Rouge (1994)
- Trois couleurs: Blanc (1994)
- Trois couleurs: Bleu (1993)
- Damage (1992)
- Wuthering Heights (1992)
- Les amants du Pont-Neuf (1991)
- Un tour de manège (1989)
- The Unbearable Lightness of Being (1988)
- Mauvais sang (1986)
- Mon beau-frère a tué ma soeur (1986)
- Le meilleur de la vie (1985)
- Rendez-vous (1985)
- Adieu blaireau (1985)
- La vie de famille (1985)
- Les nanas (1985)
- Je vous salue, Marie (1985)
- Liberty belle (1983)